# Dusona interstitialis
Dusona interstitialis là một loài tò vò trong họ Ichneumonidae.